# 63. Infanterie-Division (Wehrmacht)
La 63. Infanterie-Division fu una divisione fittizia dell'esercito tedesco attiva durante la seconda guerra mondiale.

## Storia
La divisione non è arrivata alla formazione, infatti nessuna vera unità delle dimensioni di una divisione denominata "63. Infanterie-Division" fu mai schierata in combattimento, ma il nome fu dato a un'unità militare molto più piccola; un riferimento alla divisione fu fatto per la prima volta in un documento tedesco Schematische Kriegsgliederung del 12 aprile 1945, dove la divisione fittizia era elencata tra le riserve dell'Oberkommando West . In verità, le truppe chiamate "63. Infanterie-Division" erano il "Reggimento Alvensleben".
Secondo una nota del 22 marzo 1945 questo era un nome in codice (Tarnbezeichnung) per le truppe impegnate sulla Costa dei Paesi Bassi.

## Ordine di battaglia
- Grenadier-Regiment 160
- Grenadier-Regiment 492
- Grenadier-Regiment 625
- Füsilier-Bataillon 63
- Panzerjäger-Abteilung 963[2]